# Marco Aurélio Gubiotti
Marco Aurélio Gubiotti (ur. 21 października 1963 w Ouro Fino) – brazylijski duchowny katolicki, biskup Itabiry-Fabriciano od 2013. 

## Życiorys
14 grudnia 1989 otrzymał święcenia kapłańskie i został inkardynowany do archidiecezji Pouso Alegre. Pracował głównie jako duszpasterz parafialny. W latach 2000–2006 był rektorem instytutu teologicznego w Pouso Alegre, a w latach 2006-2010 kierował miejscowym wydziałem teologicznym.
21 lutego 2013 papież Benedykt XVI mianował go biskupem diecezji Itabiry-Fabriciano. Sakry udzielił mu 26 maja 2013 arcybiskup metropolita Niterói - José Francisco Rezende Dias.